# Tungefiskar
Tungefiskar (Soleidae) är en familj i ordningen plattfiskar. Familjen innefattar några för fisket intressanta arter, som sjötunga. En annan art ur familjen som fiskas i viss utsträckning är småtungan.

## Kännetecken
Tungefiskar är bottenlevande och kännetecknas av en platt, osymmetrisk och oval kropp med en liten och sned mun. Ögon sitter på den högra sidan av kroppen, som är den sida som fisken har vänd uppåt när den simmar över bottnen. Ryggfenan börjar ungefär i höjd med eller något framför fiskens ögon. Ryggfenan, liksom analfenan, kan vara antingen sammanhängande med stjärtfenan eller fri från stjärtfenan. Bukfenorna är fria från analfenan. Bröstfenor kan antingen vara närvarande eller saknas. Om bröstfenor finns är dessa vanligen ganska små.

## Utbredning
Utbredningsområdet är främst Europa och vidare österut till Australien och Japan. Flertalet arter lever i havet, men familjen innefattar också arter som lever i sötvatten och i bräckt vatten. 

## Levnadssätt
Tungefiskar livnär sig vanligen på små bottenlevande ryggradslösa djur, men även andra, mindre fiskar kan ingå i dieten.